# Lamplughsaura dharmaramensis
Lamplughsaura dharmaramensis es la única especie conocida del género extinto Lamplughsaura ("reptil noble") de dinosaurio saurisquio sauropodomorfo, que vivió a principios del período Jurásico, hace aproximadamente 190 millones de años, en el Sinemuriano, en lo que hoy es el subcontinente indio. El Lamplughsaura es conocido por el holotipo bien conservado y otros cuatro especímenes descubiertos en la Formación Dharmaran. Los restos fósiles fueron descritos en el 2007 por Kutty, Chatterjee, Galton y Upchurch. El Lamplughsaura medía aproximadamente 10 metros de largo y 3 de alto. Estaba constituido con una robusta conformación cuadrúpeda, similar a la de Plateosaurus, pero con los miembros más largos, espinas vertebrales caudales cortas y largos cheurones. Otro cosa interesante, es que la garra del pulgar no está particularmente curvada, aun siendo grande. Lamplughsaura es considerado como un saurópodo basal o un sauropodomorfo, más cercano al Blikanasaurus y el Melanorosaurus, siendo más avanzado que el Saturnalia y el Thecodontosaurus del Triásico superior.